# آل فالوا أنجو

شعار نبالة آل فالوا (كونتات أنجو).

شعار نبالة آل فالوا أنجو (دوقات أنجو).

آل فالوا أنجو أو آل أنجو الأصغر، كانت عائلة فرنسية نبيلة تعود في نسبها إلى عائلة فالوا المالكة. كان بيت فالوا أنجو ملوكاً على نابولي فضلاً عن غيرها من الأقاليم المختلفة.